# Шигин, Владимир Виленович
Владимир Виленович Шигин (род. 12 марта 1958, Севастополь, СССР) — российский писатель-маринист, редактор, журналист. Использует также псевдоним Влад Виленов.

## Биография
Родился 12 марта 1958 года в Севастополе в семье офицера ВМФ. Детство провёл в гарнизонах Северного флота (Полярный, Западная Лица, Гремиха). В 1975 году окончил школу в Лиепая. Работал слесарем механосборочных работ на заводе «Лиепаймаш», в 1976—1977 годах служил матросом на Балтийском флоте. В 1977 году поступил, а в 1981 году окончил Киевское высшее военно-морское политическое училище.
С 1981 по 1988 годы служил на Балтийском флоте заместителем командира малого противолодочного корабля и заместителем командира дивизиона тральщиков 118-й бригады кораблей ОВР. Участник манёвров «Запад-81» и 8 боевых служб.
В 1991 году окончил научно-педагогический факультет Военно-политической академии им. В. И. Ленина по специализации политическая история СССР. С 1991 по 1996 годы заместитель начальника пресс-центра Главнокомандующего ВМФ. Капитан 1 ранга (1998). С 2009 года в запасе. В Вооружённых силах СССР и РФ прослужил 33 календарных года.
С 1996 по 2010 годы — редактор отдела литературы журнала «Морской сборник». Член редакционной коллегии и обозреватель журнала «Морской сборник».
С 2001 по 2009 годы — главный редактор журнала «Человек и космос».
С 2013 года — ведущий редактор военно-художественной студии писателей Центрального Дома Российской армии имени М. В. Фрунзе Министерства обороны Российской Федерации.
С мая 2013 года — секретарь Союза писателей России, член Приёмной комиссии Московской писательской организации.
В 2022 году подписал письмо в поддержку российского военного вторжения на Украину.
Семья: жена, двое сыновей.

## Творчество
С 1982 года начал публиковать исторические статьи в военных флотских газетах и латвийской прессе. Первый роман «Чесма» вышел в 1992 году, а в 1994 году В. В. Шигин написал статью «Трагедия в Бискайском заливе». В 1995 году роман «Чесма» был переиздан в издании «Роман-Газета» №6 (1252), а в 2016 году по роману была выпущена аудиокнига.
Своим учителем считает В. С. Пикуля. Большое значение в становлении В. В. Шигина, как писателя-мариниста, сыграли такие известные российские писатели, как Ю. В. Давыдов и В. Н. Ганичев. С 1995 года — член Союза писателей России.
Является лауреатом семи литературных премий. Автор более 70 книг (романов, сборников рассказов, повестей) и более 20 документальных фильмов на военно-патриотическую тему. Общий тираж выпущенных книг В. В. Шигина — около миллиона книг.
В издательстве «Вече» вышло 40 книг Шигина. В 2003 году роман Шигина «Чесменский бой», был издан в серии «Золотая библиотека исторического романа» издательством «АСТ». К 2018 году издательство «Горизонт» выпустило 26 электронных книг Шигина.
В 2003 году являлся одним из ведущих телепрограммы «Мы пришли с моря» (телеканалы РТР, «Культура» и другие). В 2000 году на телеканале «НТВ» была экранизирована документальная повесть Шигина «Бискайский реквием» — телефильм «К-8. Секретный монумент». В 2017 г. являлся постоянным ведущим исторической военно-морской радиопрограммы «Адмиралтейство» («Радио Маяк»). Выступает экспертом на радио «Эхо Москвы».

### Оценки историков
Председатель Союза писателей России, доктор исторических наук В. Н. Ганичев назвал Шигина выдающимся маринистом, сравнив его с такими писателями, как К. М. Станюкович, Л. С. Соболев и Валентин Пикуль:

Творчество В. Шигина всегда отличает особая, порой достаточно спорная точка зрения, на отдельные исторические события. При этом В. Шигин всегда профессионально аргументирует свои мысли. Это делает его произведения, не только интересными для восприятия, но и заставляет по-новому взглянуть на, казалось бы, давно известные проблемы и вопросы. Безусловно, на сегодняшний день В. Шигин является наиболее интересным и талантливым писателем-маринистом России, пишущим на исторические темы. Именно поэтому, каждая его новая книга становится настоящим событием для любителей отечественной военно-морской истории.
— Доктор исторических наук, капитан 1 ранга М. А. Елизаров. Рецензия на книгу «Матросская революция»

В. Шигина часто критикуют за отсутствие в его книгах ссылок на архивные документы и другие источники. С одной стороны, эта критика справедлива, так как такой авторских подход сужает наше представление о задействованных автором источниках. Однако, с другой стороны, В. Шигин не является историком, в классическом понимании, а писателем, пишущем на исторические темы. Он пишет не исторические монографии, а художественные и публицистические произведения. Поэтому воспринимать и оценивать его творчество следует именно писательскими, а не строго научными мерками.
— «Отзыв на творчество Владимира Шигина», ведущий научный сотрудник НИИ военной истории Военной Академии Генерального штаба ВС РФ, доктор исторических наук, к. 1. р. В. Овчинников

## Награды и звания
- Медаль «За боевые заслуги» (1988), указ Президиума Верховного Совета СССР от 17.02.1988 г.
- Орден Почёта (Россия) (1998).
- Присвоено почётное звание «Заслуженный работник культуры Российской Федерации», указ президента РФ от 31 июля 2007 г.
- Награждён золотым наградным кортиком главнокомандующего ВМФ (2008).
- Награждён ведомственными медалями Министерства обороны.

## Премии
- Лауреат Международной литературной премии союза писателей-баталистов и маринистов имени Валентина Пикуля 1994 г.[29]
- Лауреат Всероссийской литературной премии Союза писателей России имени Александра Невского 2011 г.[30]
- Лауреат Всероссийской общественно-литературной премии имени святого праведного воина Федора Ушакова 2012 г.[31]
- Лауреат Всероссийской литературной премии имени генералиссимуса А. В. Суворова 2013 г.[32]
- Лауреат Всероссийской литературной премии Союза писателей России «Имперская культура» 2013 г.[33]
- Лауреат литературной премии г. Севастополя имени Л. Н. Толстого 2015 г.[34]
- Лауреат Всероссийской литературной премии Союза писателей России и ВПК «Щит и меч Отечества» 2015 г.[35]
- Лауреат литературной премии Московской области имени Михаила Пришвина 2018 г.[36]

## Источник
- Сайт Международного сообщества писательских союзов
- Издательство «Горизонт» — авторы
- Авторы издательства «Молодая гвардия»
- Страница автора на сайте издательства «Вече»
- Сайт Министерство обороны Российской Федерации (Минобороны России)
- Интернет-портал военных учреждений культуры «КУЛЬТУРА И АРМИЯ»